# 十六村 (岐阜県)
十六村（じゅうろくむら）は、かつて岐阜県不破郡にあった村である。
現在の大垣市十六町などに該当する。

## 歴史
- 1889年（明治22年）7月1日 - 町村制により十六村が発足。
- 1897年（明治30年）4月1日 - 綾戸村、長松村、島村と合併し、荒崎村が発足。同日十六村は廃止。